# NGC 61
NGC 61 је пар лентикуларних галаксија у сазвежђу Кита. Овај пар откривен је 10. септембра 1785. од стране Вилијама Херсела. Сврстане су у NGC каталог. Галаксије су назване NGC 61a и NGC 61b магнитуда 13.4 и 14.5.
Налазе се на ректасцензији од -00h 16m 24.34s и деклинацији од −06° 19′ 18.09″.